# John Owen (teolog)
John Owen (1616, Stadhampton – 24. srpna 1683, Ealing) byl anglický protestantský teolog a duchovní, vicekancléř oxfordské univerzity, nazývaný „kníže puritánů“.
Spolupracoval s Oliverem Cromwellem. Byl zastáncem náboženské tolerance. V češtině vyšlo jeho dílo Duchovní smýšlení (2009).